# Spatangus californicus
Spatangus californicus is een zee-egel uit de familie Spatangidae.
De wetenschappelijke naam van de soort werd in 1917 gepubliceerd door Hubert Lyman Clark.